# Liste der Monuments historiques in Rouillé
Die Liste der Monuments historiques in Rouillé führt die Monuments historiques in der französischen Gemeinde Rouillé auf.

## Liste der Bauwerke
| Bezeichnung            | Beschreibung              | Standort | Kennzeichnung | Schutzstatus | Datum | Bild           |
| ---------------------- | ------------------------- | -------- | ------------- | ------------ | ----- | -------------- |
| Kirche St-Hilaire      | Erbaut im 13. Jahrhundert | (Lage)   | PA00105680    | Inscrit      | 1935  | weitere Bilder |
| Protestantische Kirche | Erbaut 1881               | (Lage)   | PA86000009    | Inscrit      | 1998  |                |